# Deutz D 3006
Der Deutz D 3006 ist ein Traktor der Marke Deutz aus der Deutz D-06-Serie, der von 1968 bis 1978 in den Deutz-Werken in Köln produziert wurde. Der Deutz D 3006 war das Nachfolgemodell des Deutz D 3005. Der Schlepper besitzt einen Motor vom Typ F2L912, der eine Nennleistung von 30 PS bei 2300 Umdrehungen pro Minute erreichte. Der D 3006 wurde nur mit Motorzapfwelle ausgeliefert. Die Höchstgeschwindigkeit des Traktors lag bei 26,0 km/h. Bei einer Länge von 3.340 mm und einer Breite von 1.535 mm betrug das Leergewicht des Schleppers 1.785 kg. Aufgrund des Triebwerks TW35.1 wird der Deutz D 3006 als Zweizylinderausführung angesehen. Im Zuge einer Überarbeitung des Schleppers im Jahr 1972 kam es zu einer Produktaufwertung, die unter anderem einen geteilten Vorderachsbock, sowie ein klappbares Armaturenbrett umfasste. Im Jahr 1974 wurde die Lackierung zu Deutz-Grün '74 umgestellt. Ab 1974 war der D 3006 der einzig verbliebene 2-Zylinder-Traktor, da die Produktion des Deutz D 2506 eingestellt wurde.